# Roman Golovchenko
Roman Alexandrovich Golovchenko (bielorrusso: Раман Аляксандравіч Галоўчэнка; Zhodzina, 10 de agosto de 1973) é um político bielorrusso e antigo primeiro-ministro da Bielorrússia (2020–2025), após a demissão do então primeiro-ministro, Sergei Rumas, e Presidente do Banco Nacional da Bielorrússia desde 10 de março de 2025.
Ele foi apontado pelo Presidente Lukashenko para a posição três meses antes da eleição presidencial bielorrussa de 2020. Antes da nomeação, serviu como Ministro da Autoridade Estatal para a Indústria Militar.
Golovchenko é graduado pelo Instituto Estatal de Relações Internacionais de Moscou em 1996. Ele também é graduado pela Academia de Direção adjunta ao Presidente da República da Bielorrússia em 2003. Em 2009, foi nomeado primeiro vice-ministro de Estado. Em 2013, foi embaixador nos Emirados Árabes Unidos. Em 2018, foi embaixador no Qatar, Kuwait e Arábia Saudita.
- Wikinotícias